# Flurazepam
El flurazepam es un fármaco del grupo de las benzodiazepinas que actúa sobre el sistema nervioso central. Posee propiedades hipnóticas y se cuenta entre las benzodiazepinas de más larga vida en el plasma (la semivida alcanza a las 250 horas). Su comercialización se realiza bajo los nombres de Dormodor, Dalmadorm, Flurazepam Real, Staurodorm, Flunox, entre otros. El tratamiento con este fármaco debe ser corta duración, puesto que produce dependencia y tolerancia. Se metaboliza en el hígado y su eliminación es renal. Generalmente se prescribe en casos de insomnio y trastornos del ritmo del sueño de gravedad considerable y para tratar emergencias por períodos breves.

## Farmacocinética
Se trata de un profármaco de alta biodisponibilidad. La administración es por vía oral y la absorción en el tracto intestinal es rápida. El flurazepan se transforma de manera muy eficiente en los metabolitos farmacológicamente activos: hydroxyethylflurazepam y flurazepamaldehyd, así como también (aunque con una velocidad algo menor) en desalkylflurazepam. Los efectos hipnóticos se producen aproximadamente a los 20 minutos después de su ingesta. Se distribuye, unido a las proteínas plasmáticas por todo el organismo. Aunque la semivida plasmática es de unas pocas horas, al ser metabolizado a metabolitos activos de una semivida mucho más prolongada, algunos efectos se mantienen por más tiempo.

## Mecanismo de acción
Flurazepam actúa sobre el sistema nervioso central, más precisamente sobre el neurotrasmisor GABA uniéndose a su receptor y reforzando su efecto. Al cabo de un par de semanas el fármaco produce menos efecto, cede en su eficacia, por lo que para mantener estable su acción habría que elevar las dosis (fenómeno que se conoce con el nombre de tolerancia) lo que a su vez puede conducir a una seria drogodependencia.

## Efectos adversos
Somnolencia (también durante el día, siendo este un efecto no deseado); sensación de mareo; confusión; perturbación de ciertas funciones cognitivas, tales como concentración y memoria; lentitud general y reacciones con retardo. Pueden manifestarse trastornos motores y de equilibrio, principalmente en casos de consumo prolongado y en dosis altas.

## Embarazo y lactancia
Debido a que flurazepam, tal como todas las benzodiazepinas, traspasa la barrera placentaria, su administración a mujeres embarazadas debe considerar y sopesar los riesgos de este hecho. Aunque no se han comprobado efectos directamente teratógenos, sí se ha relacionado la ingesta con la aparición del síndrome de flacidez neonatal (una condición hipotónica del recién nacido que a veces llega a dificultar la succión) como asimismo con manifestaciones de síndrome de abstinencia en el recién nacido. El FDA clasificado al flurazepam en cuanto a sus riesgos durante el embarazo en la «lista X», lo que significa una contraindicación absoluta y la correspondiente recomendación de que el fármaco sea descontinuado de inmediato en cuanto se tenga noticia del embarazo 
No hay estudios específicos que muestren la excreción de flurazepam en la leche materna, pero debido a que otros benzodiazepínicos sí lo hacen y considerando que su metabolismo en el recién nacido siempre es más retardado, existe riesgo de acumulación de sus metabolitos. La recomendación, por lo tanto es suspender la administración o, de no ser posible, suspender la lactancia.